# No Love Deep Web
No Love Deep Web es el segundo álbum de estudio del grupo de hip hop experimental Death Grips, publicado en su página web el 1 de octubre de 2012. Grabado de mayo a agosto de 2012, su estilo fue descrito por el grupo como más oscuro y minimalista que su predecesor.
Su lanzamiento llamó la atención de varios medios de comunicación, en gran parte debido a la portada del álbum sexualmente explícita, que presenta una imagen del pene erecto de Zach Hill con el título del álbum escrito en él. A pesar de esto, el álbum recibió críticas generalmente favorables de los críticos profesionales, quienes elogiaron su complejidad y sonido agresivo.

## Lista de canciones
| N.º | Título                          | Duración |  |
| 1.  | «Come Up and Get Me»            | 4:13     |  |
| 2.  | «Lil Boy»                       | 3:46     |  |
| 3.  | «No Love»                       | 5:04     |  |
| 4.  | «Black Dice»                    | 3:27     |  |
| 5.  | «World of Dogs»                 | 2:42     |  |
| 6.  | «Lock Your Doors»               | 3:52     |  |
| 7.  | «Whammy»                        | 3:09     |  |
| 8.  | «Hunger Games»                  | 2:39     |  |
| 9.  | «Deep Web»                      | 2:18     |  |
| 10. | «Stockton»                      | 3:17     |  |
| 11. | «Pop»                           | 2:53     |  |
| 12. | «Bass Rattle Stars Out the Sky» | 2:27     |  |
| 13. | «Artificial Death in the West»  | 5:58     |  |